# 平成義民伝説 代表人
『平成義民伝説 代表人』（へいせいぎみんでんせつ だいひょうびと）は木多康昭による日本の少年漫画作品。『週刊少年マガジン』（講談社）にて2002年11号から24号まで連載された。

## 概要
本来は「某アイドルユニットを脱退したメンバーが宇宙飛行士になる夢を追っていたが、脱退したアイドルユニットのメンバーが自分より先に宇宙飛行士になるという現実に激怒し宇宙船を乗っ取ったため、それを解決すべく各都道府県の代表人が集結する」というシナリオのストーリー漫画であった。
しかし1話目から実在するグループや人物をモチーフにして茶化すギャグ漫画だったため、読者だけでなく編集部内においてもその危険性が指摘されると、その後も「主人公が定まらなくなる」「ハイジャックそっちのけで能力バトル漫画になる」「同誌で連載していた藤沢とおるやライバル誌『週刊少年ジャンプ』の冨樫義博の休載が多いことを茶化す（秋本治に関するネタも掲載予定だったものの、編集部により却下された）」など木多節を遺憾なく発揮し、わずか数話で本来のストーリーから脱線。最後は「今までの話はなかったこと」にされ、12話で連載終了となった。
なお、最終回では木多本人が登場して裁判にかけられ、証言台の上で「本当に泣きたいのは僕の方だ!」「僕は無実だ!」と叫んで終了しているが、実際に訴訟沙汰になった訳ではない。

## 登場人物

### 主人公
上述の通り主人公が定まっていないため、ここではそれらしき人物を挙げる。
米良 勝男（めら かつお）
人気グループ『IGARASHI』の元メンバー。設定は森且行を基にしているが、本人とは似ていない。宇宙飛行士を目指すため『IGARASHI』を脱退し、宇宙飛行士を目指していたが自分より先に『IGARASHI』のメンバーが宇宙飛行士に選ばれたため激怒。メンバーが乗ったスペースシャトルに忍び込み、ハイジャックに成功する。
佐倉 惣五郎（さくら そうごろう）
かつて下総国で百姓一揆を指導した佐倉惣五郎の子孫。彼の命を狙う刺客に対し必殺技「大人の事情」で相手を粉砕する。戦いの最中で絶命したと思われたが、魚権の下敷きになり『ど根性ガエル』のピョン吉のようになる。 元ネタは『餓狼伝』に登場する泣き虫サクラ。
佐倉 魚権（さくら うぉーけん）
佐倉惣五郎の息子。3歳とは思えないほど老けており、言葉遣いも大人である。途中から自由自在に顎が伸びて「シャクレキリシタン」となるなどし、最後は美男子になっていた。丸い黒縁眼鏡が特徴。元ネタは『餓狼伝』に登場するサクラの側近のウォーケン。

### IGARASHI
名前の由来は嵐であるが、メンバーはSMAPを基にしている。
大井 健次郎（おおい けんじろう）
基となっている人物は中居正広。『IGARASHI』のリーダーだが、過去に米良をいじめたり、誰かがスペースシャトルの外へ出なければならなかった時に卑怯な手を使うなど、リーダーとしての資質を問われる行動をしている。
小紫 太郎（こむらさき たろう）
基となっている人物は木村拓哉。皆からは「コム太君」と呼ばれている。当グループ人気ナンバーワンであり、米良に接近した小牧が実は小紫目当てだったため、米良の逆鱗に触れたが、メンバー復帰も可能と説得したので（地球に帰還した後の裁判で嵌める気だった）、誰かがスペースシャトルの外へ出なければならなくなった時に、一番人気の小紫を残していた方が得策だと判断した米良の思惑により真っ先に許されている。
菅野隊員（かんのたいいん）
基となっている人物は稲垣吾郎。名前の由来は稲垣が当時交際していた菅野美穂。稲垣が過去に起こしたトラブルを茶化す描写があり、作品内では冷酷な人物に描かれている。
六角 武（ろっかく たけし）
基となっている人物は草彅剛。メンバーでは良心的存在らしく、誰かがスペースシャトルの外へ出なければならなかった時、唯一在籍中の米良へのいじめを行わなかったという事で小紫に続いて許されているが、大井・ドク・菅野が小競り合いを起こすと解決のため自ら進んでスペースシャトルの外へ出た。しかし、米良や他のメンバーに裏切られ宇宙へ置き去りにされた。
ドク・サバラス
基となっている人物は香取慎吾。名前の由来は香取が出演していたテレビドラマ『ドク』。大井によってスペースシャトルの外に放り出されるもギリギリで生き残っていたが、後からやってきた菅野によって宇宙空間に放り出される。

### 宇宙開発事業団（NASDA）関係者
連載の翌年に他の航空宇宙機関と合併し、宇宙航空研究開発機構（JAXA）が発足している。
米村（よねむら）
米良が宇宙飛行士を目指していた時に上司だった宇宙開発事業団の職員。佐野史郎に似ているが、基となっている人物は週刊少年マガジン編集部の担当者。米良が暴走してハイジャックを遂行し、責任の回避や減少に走るNASDA職員の面々の中、解決すべく佐倉惣五郎のもとへ行き、助けを求める。
所長
田村正和にそっくりな宇宙開発事業団の所長。スペースシャトルが乗っ取られたが、責任問題を感じたとき、我関せずの態度をとる。
次長
益岡徹にそっくりな宇宙開発事業団の次長。悪態をつく米良に対し、星川の遺影を抱えながらキレていた。米良の所員データを破棄してNASDAへの責任を回避しようとする。

### その他
小牧（こまき）
人気アイドル『イブニング娘。』（由来はモーニング娘。）のメンバー。基となっている人物は後藤真希。米良が元『IGARASHI』だったことを知っており、急接近したが実は小紫狙いだった。ハイジャックの責任をなすりつけられそうになったとき、わざと頭をぶつけて記憶喪失の振りをした。
星川（ほしかわ）
『IGARASHI』の先輩である元『ホタル源氏』（由来は光GENJI）のメンバー。基となっている人物は諸星和己。『IGARASHI』のメンバーを助けようと予備のスペースシャトル（本来米良が乗るはずだったもの）に乗り込むが、爆死。
サトラレ
山寺宏一にそっくりなキャラクター。サトラレの名前のとおり、あらゆる思考が思念波となって周囲に伝播してしまう。前作『泣くようぐいす』が中途半端に終了した理由を惣五郎が「大人の事情」としようとしたら「人気がなかったから」と思考し、それが惣五郎に伝わり大ダメージを与える。なお、サトラレの設定を流用するにあたって、作者の佐藤マコトから正式許可が出ている。
馬男（うまおとこ）
性欲が抑えられなくなった米村が目の前にいた馬との性交に及んだ末に産まれた、頭が馬、体と知能が人間のキメラ。競走馬として活躍していたが、父である米村のために助力する。満月になるとケンタウロスになるが、知能が馬並みになるという欠点を持つ。食生活がニンジン中心なことを嫌がっているが、結局1番の好物はニンジン。
呪術師（ブスづかい）
その名の通りある特定の人物を操る。サトラレを再起不能にしたが、その気になれば馬ともヤれる米村には通用しなかった。
軍鶏おじさん（しゃもおじさん）
『アンパンマン』に登場するジャムおじさん、および『軍鶏』に登場する黒川健児を基にしたキャラクター。初登場時は『AKIRA』に登場するジョーカーと同じポーズでバイクに跨って現れた。首を切断された魚権に新しい顔をつけようとしたが、間違えて藤崎竜風の美男子の顔をつけてしまった。

## 単行本
講談社少年マガジンKCより刊行、全2巻。初版が発行されたのちに絶版となる。
- 上巻 2002年6月17日刊行 ISBN 4-06-363120-6
- 下巻 2002年7月17日刊行 ISBN 4-06-363131-1